# Choujin Sentai Jetman/Kokoro wa Tamago
Choujin Sentai Jetman/Kokoro wa Tamago é um single de Hironobu Kageyama lançado pela Nippon Columbia em 21 de fevereiro de 1991. A primeira faixa foi composta para ser a música de abertura da série homônima, Jetman, e o lado B, o encerramento.

## Produção
A composição das músicas ficou por conta de Gouji Tsuno, que já trabalhou na trilha de diversos animes e séries de tokusatsu, incluindo "Kishin Douji Zenki" e músicas da franquia Bakusō Kyōdai Let's & Go. As letras ficaram a cargo de Toyohisa Araki, que teve uma longa carreira de sucesso escrevendo músicas para animes e séries de tokusatsu. Já os arranjos ficaram com Kenji Yamamoto, que trabalhou em inúmeras trilhas sonoras de animes, muitas da franquia Dragon Ball Z.
O single contém a abertura da série, "Choujin Sentai Jetman", e o encerramento, "Kokoro wa Tamago". Como era de praxe na época, o cantor selecionado para uma série desse tipo fazia a abertura, o encerramento e várias outras dedicadas a personagens e até umas lançadas em álbuns que nunca tocaram na série de verdade. Kageyama acabou por gravar diversas músicas para Jetman, a maioria lançadas no álbum Choujin Sentai Jetman Hit Kyokushuu.
O single foi relançado em CD em 22 de março de 2006, nos relançamentos de vários singles devido às comemorações de 30 anos de séries Super Sentai. Na ocasião, as duas faixas foram acrescidas de suas versões instrumentais. Apenas 5000 cópias foram lançadas.

## Legado
As duas canções marcaram a carreira de Kageyama, sendo presença constante em shows e coletâneas do cantor. Elas podem ser encontradas nos álbuns Stardust Boys; Hironobu Kageyama 20th Anniversary Eternity; BEST & LIVE; Kage chan Pack ~Kimi to Boku no Daikoushin~; Power Live'95 CYVOX; Power Live '98; Akogi na futaritabi daze!! Dai 1 Shou. "Kokoro wa Tamago", inclusive, foi cantada num dueto acústico com o brasileiro Ricardo Cruz em 2023, e com participação de Toshihide Wakamatsu e Ikko Tadano, atores da série no palco.

## Recepção
No relançamento de 2006, o Godzilla Monster Music disse que "a faixa um é "alegre e divertida", e que "a faixa 2 "parece uma canção de amor".

## Faixas
| N.º            | Título                  | Letras         | Música         | Arranjo                   | Duração |  |
| 1.             | "Choujin Sentai Jetman" | Toyohisa Araki | Gouji Tsuno    | G. Tsuno e Kenji Yamamoto | 3:15    |  |
| 2.             | "Kokoro wa Tamago"      | T. Araki       | G. Tsuno       | G. Tsuno e K. Yamamoto    | 3:56    |  |
| Duração total: | Duração total:          | Duração total: | Duração total: | Duração total:            | 7:50    |  |